# Deogarh (Odisha)
Deogarh (auch Debagarh) ist die Hauptstadt des gleichnamigen Distrikts im Nordwesten des indischen Bundesstaats Odisha.
Deogarh liegt in den Ostghats 80 km südlich von Rourkela. Der Fluss Brahmani strömt 25 km östlich der Stadt in südlicher Richtung. Die nationale Fernstraße NH 200 (Talcher–Jharsuguda) führt durch die Stadt. Zum 220 km nordwestlich gelegenen Raipur führt von Bhawanipatna eine Hauptstraße.
Deogarh besitzt als Stadt den Status einer Municipality. Die Stadt ist in 11 Wards gegliedert.
Beim Zensus 2011 betrug die Einwohnerzahl 22.390.